# Kabinett Balfour
Das Kabinett Balfour wurde am 11. Juli 1902 von Premierminister Arthur James Balfour gebildet und befand sich bis zum 5. Dezember 1905 1242 Tage im Amt.

## Kabinettsbildung und politische Themen

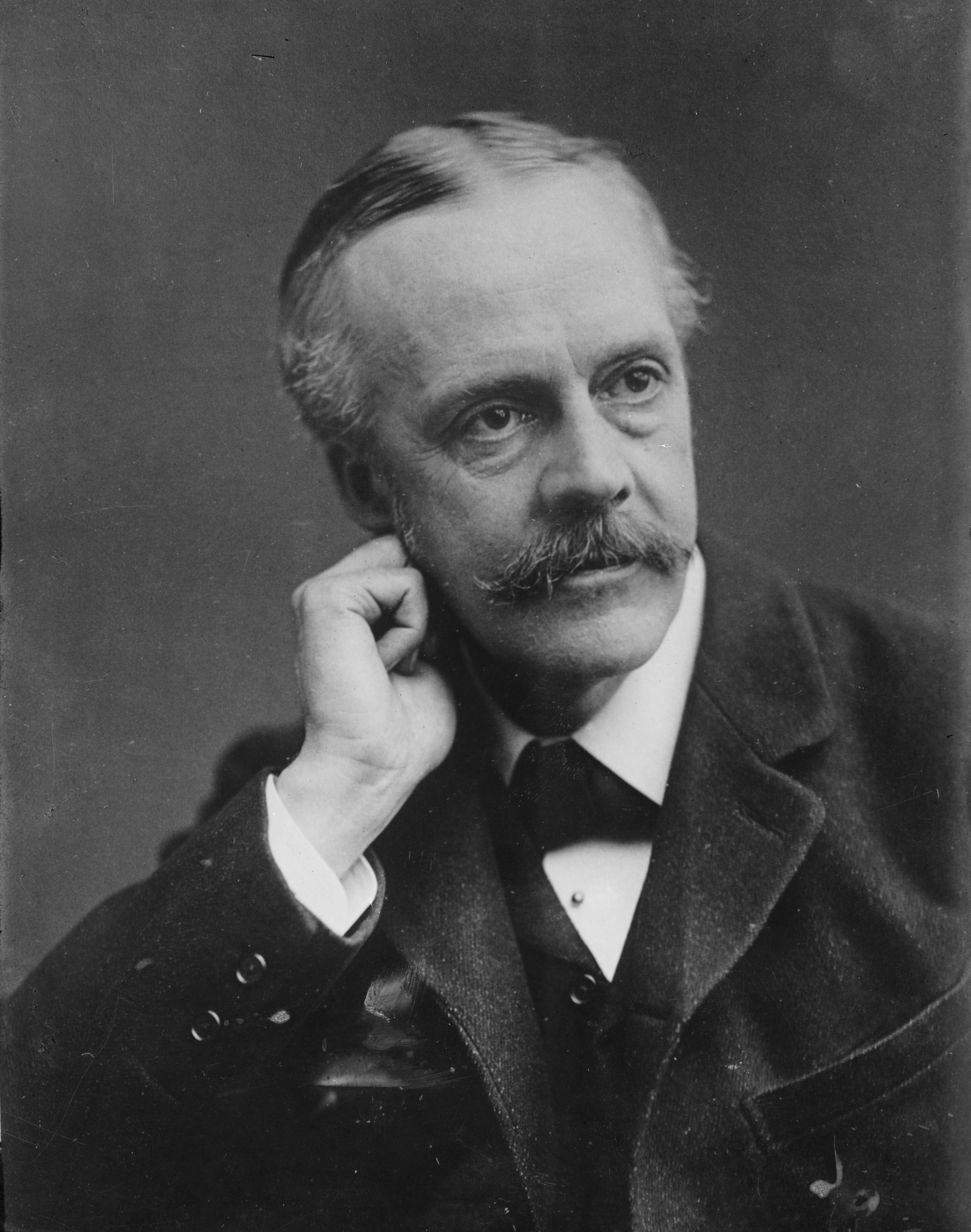
Arthur James Balfour war zwischen 1902 und 1905 Premierminister

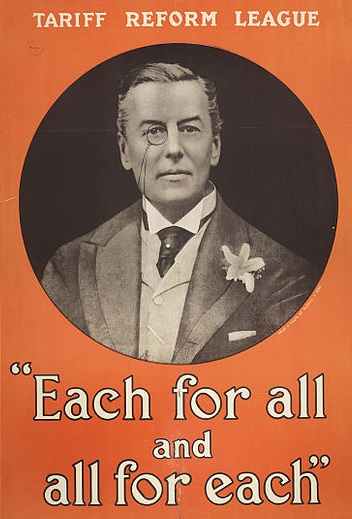
Plakat der Tariff Reform League mit dem Konterfei von Kolonialminister Joseph Chamberlain

Arthur James Balfour folgte am 11. Juli 1902 seinem Onkel Robert Gascoyne-Cecil, 3. Marquess of Salisbury als Premierminister. Er setzte die bisherige Koalition aus Conservative Party und Liberalen Unionisten fort.
Im Laufe der Amtszeit von Premierminister kam es zu verschiedenen kabinettsinternen Problemen. Insbesondere die Streitigkeit über eine Zollreform (Tariff Reform) zeigte die unterschiedlichen Interessen innerhalb der Regierung und führten letztlich zum Rücktritt von orthodoxen Verfechtern einer Freihandelspolitik wie Kolonialminister Joseph Chamberlain.
Weitere Probleme entstanden in Südafrika, das nach dem Sieg im Zweiten Burenkrieg dem britischen Imperium untergeordnet wurde. Die britische Regierung versuchte die durch den Krieg zerstörte Wirtschaft Südafrikas wiederaufzubauen. Ein wesentlicher Punkt dieser Bestrebungen war die Inbetriebnahme der Goldminen in Witwatersrand, die ertragreichsten Minen der Geschichte und zugleich ein Hauptgrund für den Krieg. Die Regierung verordnete, dass die Beschäftigung weißer Arbeiter zu teuer wäre und farbige Arbeiter nur widerwillig in die Bergwerke zurückkehren würden. Aus diesem Grund entschied die Regierung Balfour, 63.000 Vertragsarbeiter aus Kaiserreich China anzuwerben.
Dies war jedoch zutiefst unpopulär, da insbesondere in der westlichen Welt wie insbesondere auch in Großbritannien die Meinung der gelben Gefahr vertreten wurde, die Einwanderungen von Chinesen feindlich sah. Zugleich waren zu dieser Zeit Armut und Arbeitslosigkeit in den unteren Klassen britischer Arbeiter weit verbreitet.
Am 26. März 1904 kam es zu einer Demonstration von 80.000 Menschen im Hyde Park gegen die chinesische Einwanderung nach Südafrika. Der Parlamentarische Ausschuss des Gewerkschaftsdachverbandes TUC (Trades Union Congress) verabschiedete daraufhin eine Resolution, die erklärte:
„…, dass dieses Treffen sich aus allen Klassen Londoner Bürger zusammensetzte, um mit Nachdruck gegen die Handlung der Regierung zu protestieren, die Erlaubnis zu erteilen, dass chinesischen Vertragsarbeitern unter Bedingungen der Sklaverei die Einwanderung nach Südafrika erlaubt würde. Zugleich ruft das Treffen dazu auf, diese neue Kolonie vor der Gier von Kapitalisten und das britische Empire vor einer Erniedrigung zu schützen.“
‚That this meeting consisting of all classes of citizens of London, emphatically protests against the action of the Government in granting permission to import into South Africa indentured Chinese labour under conditions of slavery, and calls upon them to protect this new colony from the greed of capitalists and the Empire from degradation.‘
Dies führte letztlich zu einem Verlust der Mehrheit und die Befürchtung, die für Januar 1906 vorgesehene Unterhauswahl zu verlieren. Daraufhin trat Balfour am 5. Dezember 1905 zurück und wurde durch Henry Campbell-Bannerman abgelöst, der eine Regierung seiner Liberal Party bildete. Bei dieser Unterhauswahl wurden bis auf drei Politiker alle Minister des Kabinetts Balfour nicht wiedergewählt, darunter Balfour selbst.

## Mitglieder des Kabinetts 1902 bis 1905
| Amt                                       | Name                                                     | Amtszeit                         | Amtszeit                                                                      |
| ----------------------------------------- | -------------------------------------------------------- | -------------------------------- | ----------------------------------------------------------------------------- |
| Premierminister                           | Arthur James Balfour                                     | 12. Juli 1902 – 4. Dezember 1905 | zugleich Leader of the House of Commons                                       |
| First Lord of the Treasury                | Arthur James Balfour                                     | 12. Juli 1902 – 4. Dezember 1905 |                                                                               |
| Schatzkanzler                             | Michael Hicks Beach                                      | 12. Juli 1902                    |                                                                               |
| Schatzkanzler                             | Charles Ritchie                                          | 11. August 1902                  |                                                                               |
| Schatzkanzler                             | Austen Chamberlain                                       | 9. Oktober 1903                  |                                                                               |
| Lordkanzler                               | Hardinge Giffard, 1. Earl of Halsbury                    | 12. Juli 1902                    |                                                                               |
| Lord President of the Council             | Spencer Cavendish, 8. Duke of Devonshire                 | 12. Juli 1902                    | zugleich Leader of the House of Lords vom 12. Juli 1902 – 13. Oktober 1903    |
| Lord President of the Council             | Charles Vane-Tempest-Stewart, 6. Marquess of Londonderry | 19. Oktober 1903                 |                                                                               |
| Lordsiegelbewahrer                        | Arthur James Balfour                                     | 14. Juli 1902                    | zugleich Leader of the House of Commons                                       |
| Lordsiegelbewahrer                        | James Gascoyne-Cecil, 4. Marquess of Salisbury           | 17. Oktober 1903                 |                                                                               |
| Innenminister                             | Charles Thomson Ritchie                                  | 12. Juli 1902                    |                                                                               |
| Innenminister                             | Aretas Akers-Douglas                                     | 11. August 1902                  |                                                                               |
| Außenminister                             | Henry Petty-FitzMaurice, 5. Marquess of Lansdowne        | 12. Juli 1902                    | zugleich Leader of the House of Lords vom 13. Oktober 1903 – 4. Dezember 1905 |
| Kriegsminister                            | St John Brodrick                                         | 12. Juli 1902                    |                                                                               |
| Kriegsminister                            | Hugh Oakeley Arnold-Forster                              | 12. Oktober 1903                 |                                                                               |
| Kolonialminister                          | Joseph Chamberlain                                       | 12. Juli 1902                    |                                                                               |
| Kolonialminister                          | Alfred Lyttelton                                         | 9. Oktober 1903                  |                                                                               |
| Minister für Indien                       | Lord George Hamilton                                     | 12. Juli 1902                    |                                                                               |
| Minister für Indien                       | St John Brodrick                                         | 9. Oktober 1903                  |                                                                               |
| Erster Lord der Admiralität               | William Palmer, 2. Earl of Selborne                      | 12. Juli 1902                    |                                                                               |
| Erster Lord der Admiralität               | Frederick Campbell, 3. Earl Cawdor                       | 27. März 1905                    |                                                                               |
| Landwirtschaftsminister                   | Robert William Hanbury                                   | 12. Juli 1902                    |                                                                               |
| Landwirtschaftsminister                   | William Onslow, 4. Earl of Onslow                        | 20. Mai 1903                     |                                                                               |
| Landwirtschaftsminister                   | Ailwyn Fellowes                                          | 14. März 1905                    |                                                                               |
| Bildungsminister                          | Spencer Cavendish, 8. Duke of Devonshire                 | 12. Juli 1902                    |                                                                               |
| Bildungsminister                          | Charles Vane-Tempest-Stewart, 6. Marquess of Londonderry | 11. August 1902                  |                                                                               |
| Chief Secretary for Ireland               | George Wyndham                                           | 12. Juli 1902                    |                                                                               |
| Chief Secretary for Ireland               | Walter Long                                              | 12. März 1905                    |                                                                               |
| Lord Lieutenant of Ireland                | George Cadogan, 5. Earl Cadogan                          | 12. Juli 1902                    |                                                                               |
| Lord Lieutenant of Ireland                | William Ward, 2. Earl of Dudley                          | 11. August 1902                  |                                                                               |
| Lordkanzler von Irland                    | Edward Gibson, 1. Baron Ashbourne                        | 12. Juli 1902                    |                                                                               |
| Chancellor of the Duchy of Lancaster      | Henry James, 1. Baron James of Hereford                  | 12. Juli 1902                    |                                                                               |
| Chancellor of the Duchy of Lancaster      | William Walrond                                          | 11. August 1902                  |                                                                               |
| Kommunalminister                          | Walter Long                                              | 12. Juli 1902                    |                                                                               |
| Kommunalminister                          | Gerald Balfour                                           | 14. März 1905                    |                                                                               |
| Generalpostmeister                        | Charles Vane-Tempest-Stewart, 6. Marquess of Londonderry | 12. Juli 1902                    | Kabinettsminister                                                             |
| Generalpostmeister                        | Austen Chamberlain                                       | 11. August 1902                  |                                                                               |
| Generalpostmeister                        | Edward Stanley, Lord Stanley                             | 9. Oktober 1903                  |                                                                               |
| Minister für Schottland                   | Alexander Bruce, 6. Lord Balfour of Burleigh             | 12. Juli 1902                    |                                                                               |
| Minister für Schottland                   | Andrew Murray                                            | 9. Oktober 1903                  |                                                                               |
| Minister für Schottland                   | John Hope, 1. Marquess of Linlithgow                     | 2. Februar 1905                  |                                                                               |
| Handelsminister                           | Gerald Balfour                                           | 12. Juli 1902                    |                                                                               |
| Handelsminister                           | James Gascoyne-Cecil, 4. Marquess of Salisbury           | 14. März 1905                    |                                                                               |
| Minister für öffentliche Arbeiten         | Aretas Akers-Douglas                                     | 12. Juli 1902                    |                                                                               |
| Minister für öffentliche Arbeiten         | Robert Windsor-Clive, Lord Windsor                       | 11. August 1902                  |                                                                               |
| Generalzahlmeister                        | Savile Crossley                                          | 12. Juli 1902                    |                                                                               |
| Generalstaatsanwalt für England and Wales | Robert Bannatyne Finlay                                  | 12. Juli 1902                    |                                                                               |
| Solicitor General für England and Wales   | Edward Carson                                            | 12. Juli 1902                    |                                                                               |
| Lord Advocate                             | Andrew Murray                                            | 12. Juli 1902                    |                                                                               |
| Lord Advocate                             | Charles Dickson                                          | 17. Oktober 1903                 |                                                                               |
| Solicitor General für Scotland            | Charles Dickson                                          | 12. Juli 1902                    |                                                                               |
| Solicitor General für Scotland            | David Dundas                                             | 17. Oktober 1903                 |                                                                               |
| Solicitor General für Scotland            | Edward Theodore Salvesen                                 | 2. Februar 1905                  |                                                                               |
| Solicitor General für Scotland            | James Avon Clyde                                         | 17. Oktober 1905                 |                                                                               |
| Generalstaatsanwalt für Irland            | John Atkinson                                            | 12. Juli 1902                    |                                                                               |
| Solicitor General für Irland              | George Wright                                            | 12. Juli 1902                    |                                                                               |
| Solicitor General für Irland              | James Campbell                                           | 8. Juli 1903                     |                                                                               |